# 辛辛那提市政廳
辛辛那提市政廳（英語：Cincinnati City Hall）是位於美國俄亥俄州辛辛那提的一座歷史建築，在1972年被列入國家史跡名錄。辛辛那提市政廳的大部分建築為四層，並設有一座九層高的鐘樓。第一代辛辛那提市政廳竣工於1852年。